# 山東巡撫
山東巡撫，明清時代山東軍政官員。

## 明朝
明朝全稱巡撫山東等處地方督理營田兼管河道提督軍務。正統五年始設巡撫。正統十三年定遣都御史。嘉靖四十二年加督理營田。萬曆七年兼管河道。萬曆八年加提督軍務。
- 曹弘（1431年—1435年）
- 李郁（1435年）
- 曹弘（1436年—1439年）
- 张骥（1445年—1447年）
- 赵新（1449年）
- 洪英（1450年—1452年）
- 薛希琏（1452年—1456年）
- 林聪（1457年）
- 年富（1458年—1460年）
- 贾铨（1460年—1466年）
- 原杰（1466年—1469年）
- 翁世资（1469年—1472年）
- 牟俸（1472年—1476年）
- 盛禺（1483年—1486年）
- 吳節（1486年—1488年）
- 钱钺（1488年—1490年）
- 王霁（1490年—1493年）
- 熊翀（1493年—1497年）
- 何鉴（1497年—1499年）
- 王俨（1499年—1500年）
- 徐源（1500年—1505年）
- 朱钦（1505年—1507年）
- 黄宝（1510年）
- 边宪（1511年）
- 張鳳（1511年—1512年）
- 赵璜（1512年—1515年）
- 黄瓒（1515年—1518年）
- 沈林（1518年）
- 伍符（1518年）
- 王珝（1518年—1521年）
- 陈凤梧（1521年—1523年）
- 王尧封（1523年—1529年）
- 蒋瑶（1525年）
- 刘节（1529年—1530年）
- 邵锡（1530年—1531年）
- 袁宗儒（1531年—1533年）
- 唐胄（1533年—1534年）
- 管楫（1534年—1535年）
- 蔡经（1535年—1536年）
- 胡缵宗（1536年—1538年）
- 曹兰（1538年—1539年）
- 李中（1539年—1541年）
- 曾铣（1541年—1544年）
- 端廷赦（1544年—1545年）
- 娄志德（1545年—1546年）
- 何鳌（1546年—1547年）
- 彭黯（1547年—1548年）
- 骆颙（1548年—1549年）
- 应槚（1549年）
- 应大猷（1549年—1550年）
- 孙世祐（1550年）
- 王积（1550年—1551年）
- 王忬（1552年）
- 沈应龙（1552年—1554年）
- 刘采（1554年—1557年）
- 傅颐（1557年）
- 丁以中（1558年—1560年）
- 朱衡（1560年—1561年）
- 谢东山（1561年—1562年）
- 张鉴（1563年—1564年）
- 鲍象贤（1564年—1565年）
- 霍冀（1565年—1566年）
- 翁大立（1566年）
- 张允济（1566年—1597年）
- 洪朝选（1529年—1567年）
- 姜廷颐（1567年—1570年）
- 梁梦龙（1570年—1571年）
- 傅希挚（1571年—1574年）
- 李世达（1574年—1577年）
- 赵贤（1577年—1579年）
- 何起鸣（1579年—1581年）
- 杨俊民（1581年）
- 陆树德（1581年—1583年）
- 李辅（1583年—1586年）
- 李戴（1586年—1589年）
- 宋应昌（1589年—1592年）
- 孙鑛（1592年—1593年）
- 郑汝璧（1593年—1595年）
- 张允济（1595年—1597年）
- 尹应元（1597年—1599年）
- 刘易从（1599年—1600年）
- 黄克缵（1601年—1612年）
- 李同芳（1612年—1614年）
- 钱士完（1614年—1616年）
- 李長庚（1616年—1619年）
- 王在晋（1619年—1620年）
- 趙彥（1620年—1623年）
- 王惟俭（1623年—1625年）
- 吕纯如（1625年—1626年）
- 李精白（1626年—1627年）
- 王从义（1628年—1630年）
- 沈珣（1630年）
- 余大成（1631年—1632年）
- 徐从治（1632年）
- 朱大典（1632年—1634年）
- 李懋芳（1634年—1636年）
- 颜继祖（1636年—1639年）
- 刘景曜（1639年）
- 王國賓（1639年—1641年）
- 王公弼（1641年）
- 王永吉（1642年）
- 邱祖德（1642年—1644年）
- 王公璧（1644年）

## 南明
- 王燮

## 清朝
清朝全稱巡撫山東等處地方提督軍務、糧饟兼理營田。順治元年置，駐濟南。另有海防巡撫駐登州，九年省。康熙四十四年，管理山東河道。五十三年，兼臨清關務。乾隆八年，依山西、河南例，加提督銜。道光十七年兼理山东盐政事务。
| 姓名     | 任命時間                     | 卸任時間                     | 備註                 |
| 方大猷   | 順治元年七月/八月（1644年）  | 順治二年六月（1645年）       |                      |
| 丁文盛   | 順治二年六月（1645年）       | 順治四年一月（1647年）       |                      |
| 張儒秀   | 順治四年二月（1647年）       | 順治五年二月（1648年）       |                      |
| 呂逢春   | 順治五年二月（1648年）       | 順治六年九月（1649年）       |                      |
| 夏玉     | 順治六年九月（1649年）       | 順治十一年二月（1654年）     |                      |
| 耿焞     | 順治十一年二月（1654年）     | 順治十五年十二月（1658年）   |                      |
| 許文秀   | 順治十六年二月（1659年）     | 順治十八年十月（1661年）     |                      |
| 蔣國柱   | 順治十八年十月（1661年）     | 康熙二年三月（1663年）       |                      |
| 周有德   | 康熙二年五月（1663年）       | 康熙六年十二月（1667年）     |                      |
| 劉芳躅   | 康熙七年正月（1668年）       | 康熙九年四月（1670年）       |                      |
| 袁懋功   | 康熙九年四月（1670）         | 康熙十年七月（1671年）       |                      |
| 張鳳儀   | 康熙十年七月（1671年）       | 康熙十二年十一月（1673年）   |                      |
| 趙祥星   | 康熙十二年十一月（1673年）   | 康熙十八年八月（1679年）     |                      |
| 施維翰   | 康熙十八年八月（1679年）     | 康熙廿一年十一月（1683年）   |                      |
| 李天浴   | 康熙廿一年十二月（1683年）   | 康熙廿二年正月（1683年）     |                      |
| 徐旭齡   | 康熙廿二年正月（1683年）     | 康熙廿三年九月（1684年）     |                      |
| 張鵬     | 康熙廿三年九月（1684年）     | 康熙廿五年十月（1686年）     |                      |
| 郎永清   | 康熙廿五年十一月（1686年）   | 康熙廿六年二月（1687年）     |                      |
| 錢珏     | 康熙廿六年二月（1687年）     | 康熙廿八年十月（1689年）     |                      |
| 佛倫     | 康熙廿八年十月（1689年）     | 康熙卅一年十月（1692年）     |                      |
| 桑額     | 康熙卅一年十月（1692年）     | 康熙卅四年八月（1695年）     |                      |
| 楊廷耀   | 康熙卅四年八月（1695年）     | 康熙卅五年八月（1696年）     |                      |
| 李煒     | 康熙卅五年八月（1696年）     | 康熙卅七年二月（1698年）     |                      |
| 李鈵     | 康熙卅七年二月（1698年）     | 康熙卅七年三月（1698年）     |                      |
| 王國昌   | 康熙卅七年三月（1698年）     | 康熙四十三年正月（1704年）   |                      |
| 趙世顯   | 康熙四十三年正月（1704年）   | 康熙四十七年十一月（1708年） |                      |
| 蔣陳錫   | 康熙四十七年十一月（1708年） | 康熙五十五年九月（1716年）   |                      |
| 李樹德   | 康熙五十五年九月（1716年）   | 康熙六十一年十月（1722年）   |                      |
| 謝賜履   | 康熙六十一年十月（1722年）   | 康熙六十一年十二月（1722年） |                      |
| 黃炳     | 康熙六十一年十二月（1722年） | 雍正二年閏四月（1724年）     |                      |
| 陳世倌   | 雍正二年閏四月（1724年）     | 雍正四年九月（1726年）       |                      |
| 塞楞額   | 雍正四年九月（1726年）       | 雍正六年六月（1728年）       |                      |
| 岳濬     | 雍正六年六月（1728年）       | 乾隆元年十月（1736年）       |                      |
| 法敏     | 乾隆元年十月（1736年）       | 乾隆四年六月（1739年）       |                      |
| 碩色     | 乾隆四年六月（1739年）       | 乾隆五年七月（1740年）       |                      |
| 朱定元   | 乾隆五年七月（1740年）       | 乾隆七年三月（1742年）       |                      |
| 晏斯盛   | 乾隆七年三月（1742年）       | 乾隆八年三月（1743年）       |                      |
| 喀爾吉善 | 乾隆八年三月（1743年）       | 乾隆十一年九月（1746年）     |                      |
| 塞楞額   | 乾隆十一年九月（1746年）     | 乾隆十一年九月（1746年）     |                      |
| 阿里袞   | 乾隆十一年九月（1746年）     | 乾隆十三年閏七月（1748年）   |                      |
| 準泰     | 乾隆十三年閏七月（1748年）   | 乾隆十六年八月（1751年）     | 兆惠暫署             |
| 鄂容安   | 乾隆十六年八月（1751年）     | 乾隆十七年十月（1752年）     |                      |
| 楊應琚   | 乾隆十七年十月（1752年）     | 乾隆十九年四月（1754年）     |                      |
| 郭一裕   | 乾隆十九年四月（1754年）     | 乾隆二十年六月（1755年）     | 白鍾山署             |
| 鄂樂舜   | 乾隆二十年十一月（1755年）   | 乾隆廿一年二月（1756年）     |                      |
| 愛必達   | 乾隆廿一年二月（1756年）     | 乾隆廿一年十月（1755年）     |                      |
| 鶴年     | 乾隆廿一年十月（1755年）     | 乾隆廿二年七月（1756年）     |                      |
| 蔣洲     | 乾隆廿二年七月（1756年）     | 乾隆廿二年十月（1756年）     | 鶴年兼辦、阿爾泰署   |
| 阿爾泰   | 乾隆廿二年十二月（1756年）   | 乾隆廿八年六月（1763年）     |                      |
| 崔應階   | 乾隆廿八年六月（1763年）     | 乾隆卅二年七月（1767年）     |                      |
| 李清時   | 乾隆卅二年七月（1767年）     | 乾隆卅三年正月（1768年）     |                      |
| 彰寶     | 乾隆卅三年正月（1768年）     | 乾隆卅三年二月（1768年）     |                      |
| 富尼漢   | 乾隆卅三年二月（1768年）     | 乾隆卅三年十二月（1768年）   |                      |
| 富明安   | 乾隆卅三年十二月（1768年）   | 乾隆卅六年三月（1771年）     |                      |
| 周元理   | 乾隆卅六年三月（1771年）     | 乾隆卅六年十月（1771年）     |                      |
| 徐績     | 乾隆卅六年十月（1771年）     | 乾隆卅九年十月（1774年）     |                      |
| 楊景素   | 乾隆卅九年十月（1774年）     | 乾隆四十二年正月（1777年）   |                      |
| 郝碩     | 乾隆四十二年正月（1777年）   | 乾隆四十二年十一月（1777年） |                      |
| 國泰     | 乾隆四十二年十一月（1777年） | 乾隆四十七年四月（1782年）   | 諾穆親暫署           |
| 明興     | 乾隆四十七年四月（1782年）   | 乾隆五十二年二月（1787年）   |                      |
| 長麟     | 乾隆五十二年二月（1787年）   | 乾隆五十五年九月（1790年）   | 胡季堂護             |
| 惠齡     | 乾隆五十五年九月（1790年）   | 乾隆五十六年十一月（1791年） | 江蘭護               |
| 吉慶     | 乾隆五十六年十一月（1791年） | 乾隆五十八年八月（1793年）   |                      |
| 惠齡     | 乾隆五十八年八月（1793年）   | 乾隆五十八年九月（1793年）   |                      |
| 福寧     | 乾隆五十八年九月（1793年）   | 乾隆五十九年八月（1794年）   |                      |
| 穆和蘭   | 乾隆五十九年八月（1794年）   | 乾隆五十九年八月（1794年）   |                      |
| 畢沅     | 乾隆五十九年八月（1794年）   | 乾隆六十年正月（1795年）     |                      |
| 玉德     | 乾隆六十年正月（1795年）     | 嘉慶元年六月（1796年）       |                      |
| 伊江阿   | 嘉慶元年六月（1796年）       | 嘉慶四年正月（1799年）       | 宜興暫署             |
| 陳大文   | 嘉慶四年正月（1799年）       | 嘉慶五年正月（1800年）       |                      |
| 蔣兆奎   | 嘉慶五年正月（1800年）       | 嘉慶五年閏四月（1800年）     |                      |
| 惠齡     | 嘉慶五年閏四月（1800年）     | 嘉慶六年十一月（1801年）     |                      |
| 和寧     | 嘉慶六年十一月（1801年）     | 嘉慶七年七月（1802年）       |                      |
| 祖之望   | 嘉慶七年七月（1802年）       | 嘉慶七年十一月（1802年）     |                      |
| 倭什布   | 嘉慶七年十一月（1802年）     | 嘉慶八年正月（1803年）       |                      |
| 鐵保     | 嘉慶八年正月（1803年）       | 嘉慶十年正月（1805年）       |                      |
| 全保     | 嘉慶十年正月（1805年）       | 嘉慶十年十一月（1805年）     | 署                   |
| 長齡     | 嘉慶十年十一月（1805年）     | 嘉慶十二年五月（1807年）     |                      |
| 吉綸     | 嘉慶十二年五月（1807年）     | 嘉慶十三年十二月（1808年）   |                      |
| 百齡     | 嘉慶十三年十二月（1808年）   | 嘉慶十四年正月（1809年）     |                      |
| 吉綸     | 嘉慶十四年正月（1809年）     | 嘉慶十六年閏三月（1811年）   |                      |
| 同興     | 嘉慶十六年閏三月（1811年）   | 嘉慶十九年七月（1814年）     | 章煦署               |
| 陳預     | 嘉慶十九年七月（1814年）     | 嘉慶廿三年四月（1818年）     |                      |
| 和舜武   | 嘉慶廿三年四月（1818年）     | 嘉慶廿四年三月（1819年）     |                      |
| 程國仁   | 嘉慶廿四年三月（1819年）     | 嘉慶廿五年三月（1820年）     |                      |
| 錢臻     | 嘉慶廿五年三月（1820年）     | 道光元年六月（1821年）       |                      |
| 琦善     | 道光元年六月（1821年）       | 道光二年十二月（1822年）     | 楊健護               |
| 程含章   | 道光二年十二月（1822年）     | 道光三年三月（1823年）       |                      |
| 琦善     | 道光三年三月（1823年）       | 道光四年十二月（1824年）     |                      |
| 訥爾經額 | 道光四年十二月（1824年）     |                              | 護                   |
| 琦善     | 道光五年三月（1825年）       | 道光五年五月（1825年）       |                      |
| 伊里布   | 道光五年五月（1825年）       | 道光五年六月（1825年）       |                      |
| 訥爾經額 |                              |                              | 護                   |
| 武隆阿   | 道光五年九月（1825年）       | 道光六年七月（1826年）       |                      |
| 陳中孚   | 道光六年七月（1826年）       | 道光六年十一月（1826年）     | 署                   |
| 程含章   | 道光六年十一月（1826年）     | 道光七年閏五月（1827年）     |                      |
| 賀長齡   | 道光七年閏五月（1827年）     |                              | 護                   |
| 盧坤     | 道光七年七月（1827年）       | 道光七年八月（1827年）       |                      |
| 琦善     | 道光七年八月（1827年）       | 道光九年三月（1829年）       |                      |
| 訥爾經額 | 道光九年三月（1829年）       | 道光十二年八月（1832年）     |                      |
| 鍾祥     | 道光十二年八月（1832年）     | 道光十六年七月（1836年）     |                      |
| 經額布   | 道光十六年七月（1836年）     | 道光十九年八月（1839年）     |                      |
| 托渾布   | 道光十九年八月（1839年）     | 道光廿二年五月（1842年）     |                      |
| 程矞采   | 道光廿二年十二月（1842年）   | 道光廿二年十二月（1842年）   | 未任                 |
| 梁寶常   | 道光廿二年十二月（1842年）   | 道光廿三年十二月（1843年）   | 麟魁、王篤署         |
| 崇恩     | 道光廿三年六月（1843年）     | 道光廿七年十一月（1847年）   |                      |
| 張澧中   | 道光廿七年十一月（1847年）   | 道光廿八年六月（1848年）     |                      |
| 徐澤醇   | 道光廿八年六月（1848年）     | 道光廿九年九月（1849年）     |                      |
| 陳慶偕   | 道光廿九年九月（1849年）     | 咸豐二年二月（1852年）       | 劉源灝、陳慶偕署     |
| 李僡     | 咸豐二年二月（1852年）       | 咸豐三年八月（1853年）       |                      |
| 張亮基   | 咸豐三年八月（1853年）       | 咸豐四年三月（1854年）       |                      |
| 崇恩     | 咸豐四年三月（1854年）       | 咸豐九年八月（1859年）       |                      |
| 文煜     | 咸豐九年八月（1859年）       | 咸豐十一年正月（1861年）     |                      |
| 譚廷襄   | 咸豐十一年正月（1861年）     | 同治元年七月（1862年）       | 閻敬銘署             |
| 閻敬銘   | 同治二年十一月（1863年）     | 同治六年二月（1867年）       |                      |
| 丁寶楨   | 同治六年二月（1867年）       | 光緒二年九月（1876年）       | 文彬署               |
| 文格     | 光緒二年九月（1876年）       | 光緒五年閏三月（1879年）     |                      |
| 周恒祺   | 光緒五年閏三月（1879年）     | 光緒七年五月（1881年）       |                      |
| 任道鎔   | 光緒七年五月（1881年）       | 光緒八年十二月（1883年）     |                      |
| 陳士     | 光緒八年十二月（1883年）     | 光緒十二年五月（1886年）     |                      |
| 張曜     | 光緒十二年五月（1886年）     | 光緒十七年七月（1891年）     |                      |
| 福潤     | 光緒十七年七月（1891年）     | 光緒二十年七月（1894年）     |                      |
| 李秉衡   | 光緒二十年七月（1894年）     | 光緒廿三年九月（1897年）     |                      |
| 張汝梅   | 光緒廿三年九月（1897年）     | 光緒廿五年二月（1899年）     |                      |
| 毓賢     | 光緒廿五年二月（1899年）     | 光緒廿六年二月（1900年）     | 袁世凱署             |
| 袁世凱   | 光緒廿六年二月（1900年）     | 光緒廿七年九月（1901年）     | 廿七年丁母憂服闕改署 |
| 張人駿   | 光緒廿七年九月（1901年）     | 光緒廿八年四月（1902年）     |                      |
| 周馥     | 光緒廿八年四月（1902年）     | 光緒三十年九月（1904年）     | 胡廷幹               |
| 楊士驤   | 光緒三十年十二月（1904年）   | 光緒卅三年七月（1907年）     |                      |
| 吳廷斌   | 光緒卅三年七月（1907年）     | 光緒卅四年二月（1908年）     | 袁大化署             |
| 袁樹勛   | 光緒卅四年六月（1908年）     | 宣統元年五月（1909年）       |                      |
| 孫寶琦   | 宣統元年十月（1909年）       | 宣統三年十月（1911年）       |                      |
| 胡建樞   | 宣統三年十月（1911年）       | 宣統三年十二月（1912年）     | 署                   |
| 張廣建   | 宣統三年十二月（1912年）     |                              | 兼署                 |

附：康熙初年山东总督
- 赵国祚（1661年）
- 祖泽溥（1661年—1665年）